# Gibraleón
Gibraleón é um município da Espanha na província de Huelva, comunidade autónoma da Andaluzia. Tem 328,33 km² de área e em 2021 tinha  habitantes (densidade: 39 hab./km²).

## Demografia
| Variação demográfica do município entre 1991 e 2004[carece de fontes?] | Variação demográfica do município entre 1991 e 2004[carece de fontes?] | Variação demográfica do município entre 1991 e 2004[carece de fontes?] | Variação demográfica do município entre 1991 e 2004[carece de fontes?] |
| ---------------------------------------------------------------------- | ---------------------------------------------------------------------- | ---------------------------------------------------------------------- | ---------------------------------------------------------------------- |
| 1991                                                                   | 1996                                                                   | 2001                                                                   | 2004                                                                   |
| 10018                                                                  | 11166                                                                  | 10634                                                                  | 11123                                                                  |